# Dãy núi Craigieburn
Dãy núi Craigieburn tạo thành một phần của Nam Alps ở Đảo Nam của New Zealand. Phạm vi nằm trên bờ nam của sông Waimakariri, phía nam của đèo Arthur và phía tây của quốc lộ 73. Địa phương Craigieburn tiếp giáp với công viên rừng Craigieburn.
Có một số đỉnh núi được đặt tên nằm trong Dãy Craigieburn (từ bắc đến nam):
- Đồi Baldy 1.834 mét (6.017 ft)
- Đỉnh Hamilton 1.922 mét (6.306 ft)
- Nervous Knob 1.820 mét (5.970 ft)
- Mount Wall 1.874 mét (6.148 ft)
- Đỉnh Cockayne 1.874 mét (6.148 ft)
- Mount Cheeseman 2.031 mét (6.663 ft)
- Đỉnh Olympus 2.094 mét (6.870 ft) [2]
- Đỉnh Izard 2.019 mét (6.624 ft) Được đặt theo tên của William Izard (1851–1940)
- Đỉnh Cloudesley 2.107 mét (6.913 ft)
- Đỉnh Enys 2.194 mét (7.198 ft)
- Carn Brea 2.090 mét (6.860 ft)
- Đỉnh Willis 1.962 mét (6.437 ft) Được đặt theo tên của Paul Hedley Willis (1941–2011) [3]
- Đồi Xanh 1.946 mét (6.385 ft)

Khu Trượt tuyết Thung lũng Craigieburn nằm ở phía đông của Đỉnh Hamilton. Khu trượt tuyết Broken River nằm ở phía đông Nervous Knob, và phía bắc của Mount Wall. Sân trượt tuyết thứ ba, Mount Cheeseman, nằm ở phía đông của Mount Cockayne và phía bắc của ngọn núi mà từ đó nó được đặt tên. Ngoài ra khu trượt tuyết Porters ở cuối phía nam của dãy. Tất cả bốn sân trượt tuyết đều có thể đến được từ Quốc lộ 73. Sân trượt tuyết thứ năm, Khu Trượt tuyết Đỉnh Olympus, có thể đến được qua Windwhistle.